# Job 21
Job 21 es el vigesimoprimer capítulo del Libro de Job en la Biblia hebrea o el Antiguo Testamento del Cristianismo . El libro es anónimo; la mayoría de los estudiosos creen que fue escrito alrededor del siglo VI a. C. Este capítulo recoge el discurso de Job, que pertenece a la sección Diálogo del libro, y comprende Job 3:1–Job 31:40.

## Texto
El texto original está escrito en lengua hebrea. Este capítulo se divide en 34 versículos.

### Testimonios textuales
Algunos manuscritos antiguos que contienen el texto de este capítulo en hebreo pertenecen al Texto masorético, que incluye el Códice de Alepo (siglo X) y el Codex Leningradensis (1008). Se encontraron fragmentos que contienen partes de este capítulo en hebreo entre los Rollos del Mar Muerto, incluyendo 4Q100 (4QJobb; 50–1 a. C.) con los versículos 15–17 conservados.

## Análisis
La estructura del libro es la siguiente:
- El prólogo (capítulos 1-2)
- El diálogo (capítulos 3-31)
- Los veredictos (32:1-42:6)
- El epílogo (42:7-17)

Dentro de la estructura, el capítulo 21 se agrupa en la sección Diálogo con el siguiente esquema:
- La maldición y el lamento de Job (3:1–26)
- Primera ronda (4:1–14:22)
- Segunda ronda (15:1–21:34)
  - Elifaz (15:1-35)
  - Job (16:1-17:16)
  - Bildad (18:1-21)
  - Job (19:1-29)
  - Zofar (20:1-29)
  - Job (21:1-34)
    - Cambia tu actitud hacia mí (21:1–6)
    - La prosperidad de los malvados (21:7–16)
    - ¿Por qué no se castiga a los malvados? (21:17–26)
    - El fracaso de los amigos (21:27–34)
- Tercera ronda (22:1–27:23)
- Interludio: poema sobre la sabiduría (28:1–28)
- Resumen de Job (29:1–31:40)

La sección del diálogo está compuesta y formateada como poesía, con una sintaxis y una gramática distintivas.
El capítulo 21 contiene el último discurso de Job en el segundo ciclo de debates con sus amigos, en particular el único discurso en el que «Job limita sus comentarios a sus amigos». El capítulo se puede dividir en las siguientes partes:
- La súplica de Job a sus amigos para que cambien de actitud (versículos 1-6)
- Job pregunta por qué prosperan los malvados (versículos 7-16)
- Job pregunta con qué frecuencia se castiga a los malvados (versículos 17-26)
- Job comenta el fracaso de las refutaciones de sus amigos (versículos 27-34)[16]

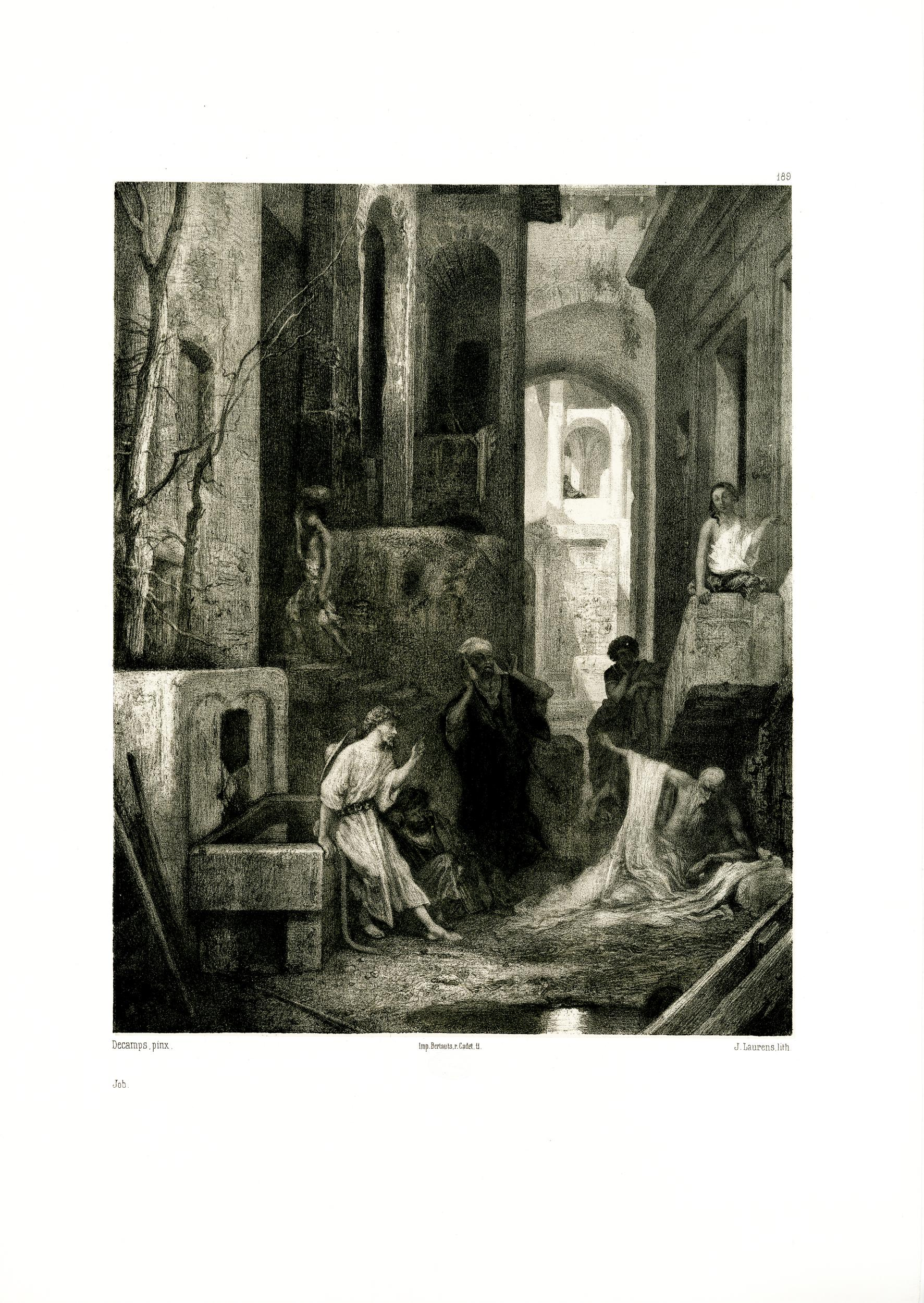
«Job». Impresión realizada por: Jules Laurens (c. 1849-1862). Basada en: Alexandre Gabriel Decamps. Museo Británico.

## La súplica de Job a sus amigos para que cambien de actitud (21:1–6)
Job comienza su discurso suplicando a sus amigos que escuchen realmente (en lugar de «burlarse») sus palabras, porque si lo hicieran, eso le proporcionaría un verdadero consuelo (versículos 2-3). El problema de Job es que sus amigos están interfiriendo en su queja a Dios con sus suposiciones erróneas o su silencio ante su defensa (versículos 4-5). La tarea de presentar una queja ante un Dios todopoderoso es peligrosa. Por lo tanto, Job aborda esto con temblor (versículo 6).

### Versículo 4
[Job dijo:] ¿Acaso mi queja es contra los hombres?
Y si lo fuera, ¿por qué no habría de estar impaciente?
- «¿Por qué no habría de estar impaciente?»: literalmente en hebreo: «¿Por qué no habría de acortarse mi espíritu/aliento?» (cf. Números 21:4; Jueces 16:16).[19] Job sabe que su queja es contra Dios, no contra ningún ser humano, por lo que espera que sus amigos sean sus aliados, pero estos, en cambio, aumentan el trauma de Job al acusarlo.[20]

## Job explora por qué los malvados no siempre son castigados como insistían sus amigos (21:7–26)
Esta sección tiene dos partes principales en las que Job explora las aparentes anomalías de lo que sus amigos afirmaban sobre el destino de los malvados:
1. Por qué los malvados pueden prosperar a pesar de su actitud hacia Dios (versículos 7-16)
2. Con qué frecuencia se castiga a los malvados (versículos 17-26)

Job sospecha de cualquier intento de recortar los hechos para que encajen en un «sistema teológico ordenado», y se enfrenta a sus amigos para que hagan coincidir su mundo imaginario y ordenado con la realidad.
El versículo 7 contiene la exposición del problema general del primer tema: «por qué los malvados no solo existen, sino que además viven una vida larga («llegar a la vejez») y se hacen poderosos en riqueza y poder». El segundo tema se enmarca en la «realidad de la muerte» (versículos 17-18 y versículos 25-26), cuando Job pregunta «¿cuántas veces mueren prematuramente los impíos?» en una serie de preguntas retóricas con la respuesta esperada: «casi nunca». La implicación de ambos temas es la arbitrariedad (falta de conexión) entre «la rectitud de una persona y la plenitud de su vida», por lo que el castigo divino no se refleja realmente en el mundo.

### Versículo 16
[Job dijo:] He aquí, su bien no está en sus manos; el consejo de los impíos está lejos de mí».
- «No está en sus manos»: lo que implica que el bienestar de uno proviene de Dios, aunque los malvados puedan disfrutar de la prosperidad como si fuera su derecho.[25]

- «El consejo de los impíos está lejos de mí» o «lejos de mí esté su consejo»;[26] un eco del Salmo 1:1 para demostrar que Job no está en compañía de los impíos.[27]

## Job comenta el fracaso de las refutaciones de sus amigos (21:27-34)
Después de desafiar el proceso de pensamiento de sus amigos, Job los critica por estar ciegos y sordos a la realidad debido a sus rígidos sistemas teológicos (versículos 29-33). Job cierra la segunda ronda del debate señalando la insustancialidad del consuelo de sus amigos hasta ese momento («puras palabras») y la falta de fe o la traición de lo que queda en pie en sus discursos (versículo 34).

### Versículo 29
[Job dijo:] «¿No les has preguntado a los que viajan por el camino?
¿No conoces sus señales?»
- «Conocer sus señales» se refiere a la costumbre de los antiguos mercaderes y viajeros de escribir sus nombres y pensamientos (lo que han visto y oído) en algún lugar de los cruces principales; por ejemplo, las carreteras principales del Sinaí están «salpicadas de estos garabatos hechos por los transeúntes».[30]

La versión griega de la Septuaginta traduce el versículo como: «Pregunta a los que pasan por el camino, y no reniegues de sus señales».

## Comentarios

### De la Iglesia católica

#### A todo el capítulo
En este discurso, Job adopta un enfoque distinto: ya no solo contrasta su sufrimiento personal con la doctrina tradicional de la retribución, sino que señala que hay malvados que prosperan toda su vida y justos que padecen desgracias. Con ello busca refutar a sus amigos usando razonamientos parecidos a los suyos, pero con un tono más calmado y analítico.
Primero pide a sus oyentes que escuchen antes de responder (vv. 1-6). Luego describe cómo los impíos disfrutan de bienestar sin que Dios parezca intervenir, y sin que ellos se interesen por sus caminos (vv. 7-18). Después subraya su indiferencia ante el porvenir: no les preocupa que sus hijos sufran por sus faltas ni lo que ocurra en su muerte (vv. 19-26). Concluye que, aunque sus amigos afirmen que la fortuna del malvado es inestable, la realidad demuestra que este suele evitar los males y conservar su abundancia (vv. 27-34).

#### Al versículo 7
El pasaje plantea una cuestión central en el libro: “¿Por qué continúan viviendo los malvados?”. Esta pregunta derrumba la doctrina de los amigos de Job y, al mismo tiempo, interpela a Dios, poniendo en duda el misterio de su Providencia. También Jeremías (Jr 12,1-2) y el salmo 73,3 expresan la misma inquietud ante la prosperidad de los impíos y el sufrimiento de los justos.
En la actualidad surge un problema similar, aunque con otro matiz: no solo se constata que los alejados de Dios progresan, sino que el desarrollo humano, cuando se realiza prescindiendo de Dios, parece convertirse en una invitación a negarlo. Por eso el Concilio Vaticano II advierte sobre este riesgo:

Negar a Dios o la religión, o bien prescindir de ellos, no constituye ya, como en épocas anteriores, un algo insólito e individual; hoy en día aparecen muchas veces casi como exigencias del progreso científico y de un cierto humanismo nuevo»

A veces se plantea que la fe en Dios es incompatible con la plena realización y la libertad humanas, como si creer limitara el desarrollo personal en lugar de favorecerlo.

El ateísmo moderno (…) conduce el deseo de autonomía del hombre a encontrar dificultad en cualquier dependencia de Dios. Los que profesan este ateísmo pretenden que la libertad consiste en que el hombre sea el fin de sí mismo, el artífice y demiurgo único de su propia historia; opinan que esto no puede conciliarse con el reconocimiento del Señor, autor y fin de todas las cosas, o que, al menos, esto hace totalmente superflua su afirmación. El sentimiento de poder que el progreso técnico actual confiere al hombre puede favorecer esta doctrina

Y sin embargo:

los cristianos, lejos de pensar que las obras que los hombres han generado con su ingenio y su valor se oponen al poder de Dios y que la criatura racional se alza casi como rival del Creador, están más bien persuadidos de que las victorias del género humano son signo de la grandeza de Dios y fruto de su inefable designio.

#### Al versículo 16
El texto presenta cierta ambigüedad, lo que ha dado lugar a distintas interpretaciones en las antiguas traducciones griegas y latinas, sin que haya plena concordancia entre ellas. La versión utilizada sigue de forma fiel el hebreo, considerando el versículo como un paréntesis y un soliloquio de Job en el que expresa su rechazo del mal, aun a costa de perder sus bienes materiales. Tomás de Aquino  comenta estas palabras señalando que:

...las adversidades le resultan más gravosas al impío que al justo, porque cuando éste sufre una adversidad temporal le queda el apoyo de la virtud y el consuelo en Dios; en cambio, a los impíos, al perder los bienes temporales, que son su único objetivo, no les queda ningún otro apoyo.